# Kosel (ort)
Kosel (makedonska: Косел) är en ort i Nordmakedonien. Den ligger i kommunen Ohrid, i den sydvästra delen av landet, 100 kilometer sydväst om huvudstaden Skopje. Kosel ligger 747 meter över havet och antalet invånare är 1 281.